# Hellstrom's Hive
Hellstrom's Hive (angleško: Hellstromov panj) je znanstvenofantastični roman ameriškega pisatelja Franka Herberta, ki je izšel leta 1973 pri založniški hiši Doubleday, še pred tem pa po delih v reviji Galaxy, z naslovom Project 40 (november 1972–marec 1973). Roman pripoveduje zgodbo o konfliktu med neimenovano ameriško vladno agencijo in skrivno skupnostjo ljudi, ki so oblikovali svoje življenje po socialnih žuželkah, z razosebljenjem večine članov in njihovo delitvijo v specializirane kaste ter popolno podreditvijo interesom skupnosti.
Neposredni navdih za roman je bil psevdodokumentarec The Hellstrom Chronicle režiserjev Waltona Greena in Eda Spiegla (1971), ki je obravnaval tezo, da bodo žuželke zaradi svoje učinkovitosti nekoč prevladale nad ljudmi. Herbert je to idejo preoblikoval v bolj neposredno grožnjo človeštvu v obliki skupnosti ljudi, ki so ravno tako učinkovito organizirani. V intervjuju je povedal, da je želel ustvariti posebno napetost tako, da je vzel najbolj grozno obliko civilizacije, kar si jo lahko zamisli sodobni človek, in predstavil njene člane kot junake v konfliktu z najslabšimi elementi naše družbe. Hellstrom's Hive velja za njegov najuspešnejši roman poleg Peščenega planeta.